# Копцево (Московская область)
Копцево — деревня в Рузском районе Московской области, входит в состав сельского поселения Ивановское. Население — 22 чел. (2010).
Деревня расположена в центральной части района, примерно в 2 километрах к северо-западу от Рузы, на левом берегу, в излучине реки Руза, высота центра над уровнем моря 186 м. Ближайшие населённые пункты — деревни на другом берегу Рузы — Горки в 0,5 км на запад и Старо — 0,8 км южнее.

## Население
| 2010 |
| ---- |
| 22   |